# 1990年代のラグビー
< 1990年代
- 1990年代前後:1980年代のラグビー - 1990年代のラグビー - 2000年代のラグビー

## できごと

### 1990年
- 1月6日 - 第26回大学選手権は早大が圧勝の優勝（45‐14日体大）
- 1月7日 - 第69回全国高校大会は天理が6年ぶりの優勝（14-4啓光学園）
- 1月8日 - 第42回全国社会人大会は神戸製鋼が連覇（28-15サントリー）
- 1月15日 - 第27回日本選手権は神戸製鋼が連覇（58-4早大）
- 2月25日 -　フィジー代表来日（3勝）
- 3月3日 - 京産大が英国遠征（2敗）
- 3月4日 - 東芝府中がフランス・スペイン遠征（1勝4敗）
- 3月22日 - 高校日本代表がスコットランド遠征（5勝1敗）
- 3月25日 - マサチューセッツ工科大来日（3敗）
- 4月15日 - ワールドカップアジア太平洋地区予選、日本は2位通過で本大会出場へ
- 4月26日 - サントリーが豪州遠征（2敗2分）
- 4月30日 - 伏見工30周年記念試合（34-30大阪工大高OB）
- 6月10日 - 熊谷工が関東大会Aブロック初優勝
- 6月26日 - 鹿児島工が県勢初の九州大会制覇
- 9月15日 - アメリカ代表来日（2勝1敗）
- 9月28日 - オックスフォード大が神戸製鋼と記念試合(28-12)
- 10月27日 - 第12回アジア大会（スリランカ）は決勝で韓国に敗れる（9-13）
- 11月18日 - 関東学大が関東大学リーグ戦初制覇（50-0東農大）
- 11月23日 - 京産大が関西大学リーグ戦で全勝優勝
- 12月1日 - 青学大が17年ぶりの交流戦出場（31-16筑波大）
- 12月2日 - 早明戦は史上2度目のドロー、15年ぶりの両校優勝（24-24）

### 1991年
- 1月6日 - 第27回大学選手権は明大が優勝(16-13早大)
- 1月7日 -　第70回全国高校大会は熊谷工が初優勝（19-9天理）
- 1月8日 - 第43回全国社会人大会は神戸製鋼が3連覇（18-16三洋電機）
- 1月15日 - 第28回日本選手権は神戸製鋼が3連覇（38-15明大）
- 2月22日 - 学生日本代表がアイルランド遠征へ（5勝）
- 3月20日 - 日本B代表がジンバブエ遠征（4勝1敗）
- 3月24日 - 第16回香港セブンズは3連敗で終わる
- 4月7日 - 熊谷スポーツ文化公園開園、埼玉選抜-豪州クイーンズランド州代表
- 4月27日 - 日本代表がアメリカ・カナダ遠征（2勝3敗）
- 5月29日 - ハワイからハーレクインズ来日（2敗）
- 7月28日 - 大体大が3度目のNZ遠征（5勝）
- 8月6日 - 東京都高校選抜が豪州ニューサウスウエールズ遠征（3勝）
- 9月1日 - 外国人枠導入へ。フィールドに同時に立てるのは2人だけに
- 9月3日 -　香港代表来日（2敗）
- 11月2日 - 第2回ワールドカップは豪州が初優勝（12-6イングランド）
- 11月16日 - 大東大が全勝対決を制して3年ぶりのリーグ戦全勝優勝（25-17関東学大）
- 11月24日 - 西日本社会人リーグ、マツダが4年ぶりの全勝優勝（34-0ニコニコドー）
- 12月1日 - 明大が関東大学対抗戦連覇（16-12早大）。関西大学リーグ戦は大体大が得失点差で連覇（46-0龍谷大）

### 1992年
- 1月4日 - 第28回大学選手権は明大が連覇（19-3大東大）
- 1月7日 - 第71回全国高校大会は啓光学園が初優勝（28-48國學院久我山）
- 1月8日 - 第44回全国社会人大会は神戸製鋼が4連覇（24-15三洋電機）
- 1月15日 - 第29回日本選手権は神戸製鋼が4連覇（34-12明大）
- 2月23日 - 早大が創部75周年記念英国遠征へ（4勝1敗）
- 3月14日 - 高校日本代表がカナダ遠征（5勝）
- 3月18日 - 関東代表がスペイン・イタリア・フランス遠征（2勝2敗）
- 4月5日 - 第17回香港セブンズ、日本はプレート初戦敗退
- 5月17日 - 香港U24来日（1分3敗）
- 7月2日 - 第2回学生ワールドカップ開催（イタリア）、日本は予選敗退
- 8月30日 - オークランドグラマー高来日（4勝）
- 9月26日 - 第13回アジア大会は日本が8年ぶりに優勝（37-9香港）
- 9月27日 - オックスフォード大来日（2勝1敗）
- 11月14日 - 関東大学リーグ戦は法大が8年ぶり優勝（12-10大東大）
- 11日22日 - 東日本社会人は三洋電機と同率でリコーが初優勝
- 12月6日 - 早明戦史上初のノートライ決着（明大24-12早大）
- 12月12日 - 豪州高校選抜来日（3勝2敗）

### 1993年
- 1月6日 - 第629回全国大学選手権は法大が優勝（30-27早大）
- 1月7日 - 第72回全国高校大会は伏見工が優勝（15-10啓光学園）
- 1月9日 - 第45回全国社会人大会は神戸製鋼が5連覇（20-19東芝府中）
- 1月15日 - 第30回日本選手権は神戸製鋼が5連覇（41-3法大）
- 3月9日 -　高校日本代表がイングランド遠征（4勝1敗）
- 3月21日 - 第1回ジャパンセブンズは明大が優勝
- 3月28日 - 第18回香港セブンズはプレート初戦敗退
- 4月11日 - シドニー高校選抜来日（3勝）
- 4月18日 - 第1回7人制ワールドカップ開催（スコットランド）。日本はボウル優勝
- 5月2日 - カナダU23代表来日（1勝4敗）
- 5月8日 - 日本代表初のアルゼンチン遠征（3勝2敗）
- 7月21日 - 大体大がNZ遠征（7勝2敗）
- 7月24日 - 全新日鐵が南アフリカ遠征（2勝3敗）
- 7月25日 - 中大がNZ遠征（6勝3敗1分）
- 9月24日 - 日本代表がウエールズ遠征（3勝3敗）
- 10月29日 - 徳島国体少年の部で島根県が初優勝
- 11月21日 - 東芝府中が全勝で東日本社会人リーグ制覇
- 11月28日 - 神戸製鋼が公式戦60連勝
- 12月5日 - 明大が対抗戦4連覇（21-14早大）

### 1994年
- 1月6日 - 第30回全国大学選手権は明大が優勝（41-12法大）
- 1月7日 - 第73回全国高校大会は相模台工が初優勝（19-6東農大二）
- 1月8日 - 第46回全国社会人大会は神戸製鋼が6連覇（18-3三洋電機）
- 1月15日 - 第31回日本選手権は神戸製鋼は6連覇（33-19明大）
- 3月23日 - 高校日本代表がNZ遠征（3勝2敗）
- 3月27日 - 第19回香港セブンズ、日本はプレート準決勝敗退
- 4月17日 - 第2回ジャパンセブンズはサントリーが初優勝
- 4月24日 - 第2回女子ワールドカップはイングランド優勝
- 5月1日 - フィジー代表来日（3勝2敗）
- 6月12日 - 香港代表来日（1勝2敗）
- 8月3日 - U23日本代表がNZ遠征（2勝3敗）
- 10月29日 - 第14回アジア大会兼第3回ワールドカップ予選で日本が本大会出場を決める
- 11月27日 - ワールドが神鋼の連勝を71で止める（25-24神戸製鋼）。日新製鉄が2年ぶりに西日本社会人リーグ制覇
- 12月3日 - 関西大学Aリーグは京産大が4年ぶり優勝（29-26同大）
- 12月4日 - 関東大学対抗戦は明大が全勝優勝で5連覇（34-15早大）
- 12月11日 - NZタウランガ高来日（3勝）

### 1995年
- 1月6日 - 第31回全国大学選手権は大東大が6年ぶり優勝（22-17明大）
- 1月7日 - 第74回全国高校大会は相模台工が連覇（27-12長崎北陽台）
- 1月8日 - 第47回全国社会人大会は神戸製鋼が7連覇（37-14東芝府中）
- 1月15日 - 第32回日本選手権は神戸製鋼が7連覇（102-14大東大）
- 2月11日 - トンガ代表来日（2勝1敗）
- 3月7日 - 高校日本代表がウエールズ遠征（2勝3敗）
- 3月3日 - 慶大がイングランド遠征（2勝3敗）
- 3月24日 - 英国のハロウ校来日（4勝1敗1分）
- 3月26日 - 第20回香港セブンズ、日本はプレート準決勝敗退
- 4月16日 - 国際大会に生まれ変わった第3回ジャパンセブンズはフィジーがV
- 6月2日 - U23日本代表が豪州遠征（5勝2敗）
- 6月4日 - 第3回ワールドカップで日本はNZに歴史的大敗（17-145）
- 6月24日 - 第3回ワールドカップは開催国の南アフリカが優勝
- 7月2日 - 関東代表がNZ遠征（2勝2敗）
- 7月5日 - 関西代表が豪州遠征（3勝1敗）
- 9月3日 - 第28回マレーシア・コブラテンズで日本準優勝
- 9月19日 -　大西鐵之祐が死去。79歳。
- 10月15日 - 第2回台北セブンズで日本はカップ初戦敗退
- 12月3日 - 早明戦で明大が敗れて、日体大が対抗戦優勝（早大20-15明大）
- 12月16日 - 初の予選プール制導入した全国社会人大会始まる

### 1996年
- 1月7日 - 第75回全国高校大会は大阪工大高が7年ぶりV（50-10秋田工）
- 1月15日 - 第32回全国大学選手権は明大が2年ぶり優勝（43-9早大）
- 2月11日 - サントリー、三洋電機が同点優勝（27-27）。トライ数差でサントリーが日本選手権へ
- 2月12日 - 豪州首都圏代表（ACT）初来日（4勝）
- 2月24日 - 第2回バリモア・テンズで日本はプレート3位
- 2月25日 - 第33回日本選手権はサントリーが初優勝（49-24明大）
- 3月1日 - 高校日本代表がイングランド遠征（2勝4敗）
- 3月31日 - 第21回香港セブンズ、日本はボウル優勝
- 4月14日 - 第4回ジャパンセブンズで日本はプレート3位
- 5月11日 - 第1回パシフィックリム選手権始まる。日本は2勝4敗で最下位
- 5月28日 - 北島忠治明大監督死去。95歳。
- 6月2日 - 英国バーバリアンズ来日
- 6月22日 - 九州代表がNZ遠征（1勝1敗）
- 7月20日 - 第3回学生ワールドカップで日本はベスト8
- 8月17日 - 元木由記雄がバーバリアンズとしてスコットランド戦出場
- 9月1日 - 第29回マレーシア・コブラテンズで日本はプレート優勝
- 9月15日 - 関東学大が来日中のオックスフォード大破る
- 11月9日 - 第15回アジア大会で日本が優勝（41-25韓国）
- 12月7日 - 香港開催のU19アジア大会で日本が優勝

### 1997年
- 1月7日 - 第76回全国高校大会は西陵商が初優勝（26-25啓光学園）
- 1月15日 - 第33回全国大学選手権は明大が連覇（32-22早大）
- 2月2日 - 第49回全国社会人大会は東芝府中が9年ぶり優勝（36-21三洋電機）
- 2月11日 - 第34回日本選手権は東芝府中が圧勝（69-8明大）
- 2月15日 - 第2回バリモア・テンズで日本はプレート初戦敗退
- 3月1日 - 全早大がイングランド・アイルランド遠征（5勝）
- 3月6日 - 高校日本代表がスコットランド遠征（5勝）
- 3月8日 - 第5回フィジーセブンズで日本はプレート初戦敗退
- 3月23日 - 第2回ワールドカップ・セブンズで日本はボウル準優勝
- 4月13日 - 第5回ジャパンセブンズはカップ初戦敗退
- 4月17日 - NZU（NZ大学選抜）来日（5勝）
- 4月29日 - サニックスワールドクラシック開催
- 6月8日 - 関東代表がカナダ遠征（2勝2敗1分）
- 6月29日 - 第2回パシフィックリム、日本は1勝5敗で最下位
- 7月10日 - ジャパンAがフィジー・豪州遠征（1勝5敗）
- 9月11日 - 関東代表が来日外国人チームに大敗
- 9月14日 - 第30回マレーシア・コブラテンズ、日本はプレート初戦敗退
- 11月30日 - 関東大学リーグ戦は関東学大が全勝優勝
- 12月14日 - 山梨学大が関東大学リーグ戦1部初昇格
- 12月16日 - U19アジア大会は韓国と引き分け優勝(7-7)

### 1998年
- 1月7日 - 第77回全国高校大会は國學院久我山が優勝（33-29伏見工）
- 1月10日 - 第34回全国大学選手権は関東学大が初優勝（30-17明大）
- 1月11日 - 第50回全国社会人大会は東芝府中が連覇（14-6サントリー）
- 2月1日 - 第35回日本選手権は東芝府中が連覇(35-11トヨタ自動車)
- 2月8日 - 豪州ACTブランビーズが来日、日本選抜は1勝1敗
- 3月6日 - 高校日本代表がフランス遠征（2勝3敗1分）
- 3月11日 - 日本代表スコッドが豪州遠征（1勝1敗1分）
- 3月29日 - 第22回香港セブンズで日本はプレート3位
- 4月5日 - 日英学生対抗ラグビーでオ・ケ大来日（4勝）
- 4月12日 - U19日本代表が第30回ワールドユースで11位
- 4月19日 - 第6回ジャパンセブンズで日本はプレート初戦敗退
- 5月17日 - 第3回エールフランス・セブンズ、日本選抜はボウル優勝
- 5月30日 - 日体大の綿井永寿前監督が死去。69歳。
- 6月4日 - 南アフリカのステレンボッシュ大来日（2勝）
- 6月18日 - 日本A代表がNZ遠征（1勝4敗）
- 6月20日 - 第3回パシフィックリム、日本は2勝4敗で3位
- 7月25日 - 高校日本代表がNZ遠征（4敗）
- 9月11日 - アルゼンチン代表初来日（1勝1敗）
- 10月31日 - 第16回アジア大会兼第4回W杯アジア予選で日本が出場権獲得
- 12月18日 - 第13回アジア競技大会で日本は決勝で韓国に敗れる

### 1999年
- 1月7日 - 第78回全国高校大会は啓光学園が優勝（15-12大阪工大高）
- 1月15日 - 第35回全国大学選手権は関東学大が連覇（47-28明大）
- 1月31日 - 第51回全国社会人大会はトヨタ自動車が優勝（28-27サントリー）
- 2月28日 - 第36回日本選手権は東芝府中が3連覇（24-13神戸製鋼）
- 3月7日 - 日本代表スコッドが豪州遠征（1勝3敗）
- 3月28日 - 第23回香港セブンズで日本はプレート優勝
- 4月15日 - NZU来日（2勝2敗）
- 6月4日 - 関東代表が豪州遠征（2勝2敗）
- 6月19日 - 関西社会人代表、中華台北遠征（1勝）
- 6月20日 - 第4回パシフィックリムで日本が4勝1敗で初優勝
- 7月4日 - 第1回日韓定期戦（日本選抜22-15韓国選抜）
- 7月11日 - 青森県スポーツ立県宣言記念試合にワイカト州代表来日
- 8月17日 - スペイン代表来日（2敗）
- 9月5日 - 第2回日英大学対抗でケンブリッジ大来日（1勝2敗）
- 9月12日 - 慶大創部100周年記念式典
- 11月6日 - 第4回ワールドカップはオーストラリアが2度目の優勝
- 12月3日 - ドバイセブンズで日本選抜はボウル初戦敗退
- 12月11日 - 南アフリカセブンズで日本選抜はボウル初戦敗退
- 12月18日 - U19アジア大会で日本は韓国を破り優勝